# Revisionsseelen
Mit Revisionsseelen wird die männliche Bevölkerung des fronwirtschaftlichen Russlands bezeichnet, die der Kopfsteuer unterlag und deswegen durch besondere Zählungen (Revisionen) ermittelt wurde. Solche „Revisionen“ führte man in Russland seit 1718 durch, und die zehnte und die letzte Revision erfolgte 1858. Entsprechend der Anzahl der Revisionsseelen wurde in einer Reihe von Gebieten der Boden innerhalb der Dorfgemeinden neu aufgeteilt.
Als literarisches Motiv wurden diese Revisionsseelen durch Gogols Roman Die toten Seelen bekannt.